# Jean-Pierre Millecam
Œuvres principales
Hector et le Monstre,  "Sous dix couches de ténèbres", "Et je vis un cheval pâle", "Une légion d'anges", "Choral",La quête sauvage", "Le défi du Petit archer", "Trois naufragés du Royaume","Ismaël"
Jean-Pierre Millecam, né à Mostaganem (Algérie) le 6 août 1927 et mort le 21 décembre 2022 à Nice est un écrivain, enseignant pied-noir français, connu pour son engagement en faveur de l'indépendance de l'Algérie. Face aux menaces, il est exfiltré au Maroc par le FLN en 1956.

## Vie et œuvre
Il est le fils d'Armand Millecam et de Gillette Balland. Ses grands-parents étaient établis en Algérie depuis le début du siècle. Il fait ses études primaires et secondaires à Mostaganem, sous le régime de Vichy.
Il enseigne à Tlemcen où il demeure jusqu’en 1956. 
En 1951, il publie, sous les auspices d’Albert Camus, le roman Hector et le Monstre, chez Gallimard,, suivi de L’Étoile  de Jean Cocteau aux Éditions du Rocher. Engagé dans le combat indépendantiste, il est en raison de sa sécurité menacée à Tlemcen exfiltré par le FLN vers le Maroc en 1956.
Après l’indépendance de l'Algérie,  il décide de revenir enseigner à Oran. Il quitte le pays en 1968 pour le Maroc, incapable de supporter le nouveau régime après le coup d’Etat de 1965. En 1962, à la date de l’indépendance, Millecam retourne à Oran, où il reste six années. 
À Rabat, Millecam fait la connaissance de Sylvia Conquy, qu’il épouse en 1958 et dont il a une fille, Anne, en 1959.
À l’automne 1968, Millecam retourne au Maroc. C’est successivement à Oran, Rabat, et Casablanca, que Millecam écrit toutes ses œuvres.

## Œuvres

### Romans et nouvelles
- Hector et le monstreallimard, 1951
- Sous dix couches de ténèbres, Lettres Nouvelles, Maurice Nadeau, 1968
- Et je vis un cheval pâle, Gallimard, 1978 (nomination au prix Fémina)
- Un Vol de chimères, Gallimard, 1979
- Une légion d’anges, Gallimard, 1980 (nomination au prix Fémina)
- Choral, Gallimard, 1982 (nomination aux prix Goncourt et Renaudot)
- La Quête sauvage, Calmann-Lévy, 1985
- Le défi du petit archer, La table Ronde, 1988
- Longtemps, je me suis douché de bonne heure, La Table Ronde, 1990
- Apocalypses, (in Une enfance algérienne, collectif), Gallimard, 1997
- Ismaël et le chien noir, Éditions El Manar, 1998
- Trois naufragés du royaume, Éditions des Syrtes, 1999 (nomination au prix Renaudot)[8]
- Tombeau de l’archange, Éditions du Rocher, 2001
- Palestine ! Editions El Manar, 2004
- Lions de l'Atlas, Editions Al Manar, 2005
- Ismaël, Éditions du Rocher, Editions du Rocher, 207
- Années Camus (Mémoires : Qualis artifex I) Editions Pierre-Guillaume de Roux, 2013
- Années Pieds Noirs (Mémoires, Qualis Artifex II) Editions Ovadia 2017
- Point d'orgue, Editions Al Manar 2016(Mémoires : Qualis Artifex II) Editions Ovadia 2017
- Années Roses pour l'hiver (Mémoires : Qualis Artifex III) Editions Pierre--Guillaume de Roux, 2017
- Daniel, ou la fosse aux lionceaux, Editions Ovadia 2017
- Duel autour d'une académie ou La distribution des prix, Editions Ovadia 2017
- Ismaël  ('Trilogie n°I), Editions Ovadia 2018
- Ismaël et l'Emir (Trilogie n°II), Editions Ovadia 2018
- Ismaël et le Roi (Trilogie n°III), Editions Ovadia 2018
- Post scriptum, suivi de Lancelot pris au piège, avec Guy Dugas. Alger/Lunel, El Kalima/ASPAME, coll. PIM n° 23-25, 2024.

### Théâtre
- Trois enfants perdus, Mis en scène de Dominique Serreau à Choisy le Roy, 1968, puis à Dieulefit, 1969

### Essais
- L’Étoile de Jean Cocteau, Éditions du Rocher, 1952
- L’Étoile de Jean Cocteau (avec les lettres de Cocteau à l’auteur, in extenso), 1990
- Jean Genet, un mystique à l’état sauvage, in Colloque Jean Genet, Rabat, 2003

### Traductions
- Et je vis un cheval pâle, sous le titre Infrontarea, Editura, Bucarest, 1989.